# (31676) 1999 JN16
1999 JN16 (asteroide 31676) é um asteroide da cintura principal. Possui uma excentricidade de 0.08766620 e uma inclinação de 3.26586º.
Este asteroide foi descoberto no dia 15 de maio de 1999 por Spacewatch em Kitt Peak.